# Alexis Eymery
Alexis Eymery, né le 26 février 1774 à Saintes et mort le 1er mai 1854 à Neuilly-sur-Seine est un écrivain et libraire-éditeur français, un des principaux éditeurs de livres d'éducation du XIXe siècle.

## Biographie
Fils de Pierre Eymery et de Charlotte Massiou, Alexis Blaise Eymery monte, jeune encore, à Paris. D’abord employé au ministère de la Guerre, il se lance dans la librairie d’éducation après avoir perdu son emploi. Le 2 mai 1809, il forme, en association, au libraire Pierre Blanchard, l’entreprise P. Blanchard et compagnie, qui devient, le 30 novembre 1811 la P. Blanchard et A. Eymery. L'association est dissoute officiellement le 4 mai 1812 et les deux associés se répartissent les locaux, A. Eymery conservant l'adresse du 30, rue Mazarine.
Breveté libraire le 1er octobre 1812 (brevet renouvelé le 15 mars 1817), il est déclaré en faillite en février 1819. Il avait édité, le 24 juillet 1815, le Dictionnaire des girouettes de Charrin, Tastu et Proisy d’Eppe, qui recensait toutes les trahisons de ses contemporains. Le grand succès de cet ouvrage lui a valu d’être réédité dès la première année.
Il crée alors, vers 1824, une nouvelle maison à Bruxelles qu'il fait gérer dès 1825 par Pierre-Denis-Charles Fruger et André-Georges Brunet, auquel il cède son fonds en 1827. L'entreprise devient alors la (A.) Eymery, Fruger et compagnie jusqu’en 1830, pour ne plus exister ensuite que sous le nom Fruger, Brunet et compagnie. Après avoir quitté sa librairie, en 1830, il se met à rédiger des ouvrages destinés à la jeunesse.
Ayant commencé à écrire pour le théâtre dès 1801, il est l'auteur de nombreuses pièces de théâtre.
Libraire au 15, quai Voltaire de 1834 à 1844, il dirige la collection de la Bibliothèque d'éducation fondée par sa fille Désirée Eymery en 1834.

### Pseudonymat
Eymery a eu recours à de nombreux noms de plume : A.-E. de Saintes ; A. de Saintes ; A. E. Desaintes ; Amélie d'Avignon de Norew ; Baronne Amélie d'Avignon de Novew ; Amélie de Norew ; A. E. D. S. ; A. D. S. ; Eugénie de Talabot ; Madame de Salvage ; René de Mont-Louis,.

## Publications

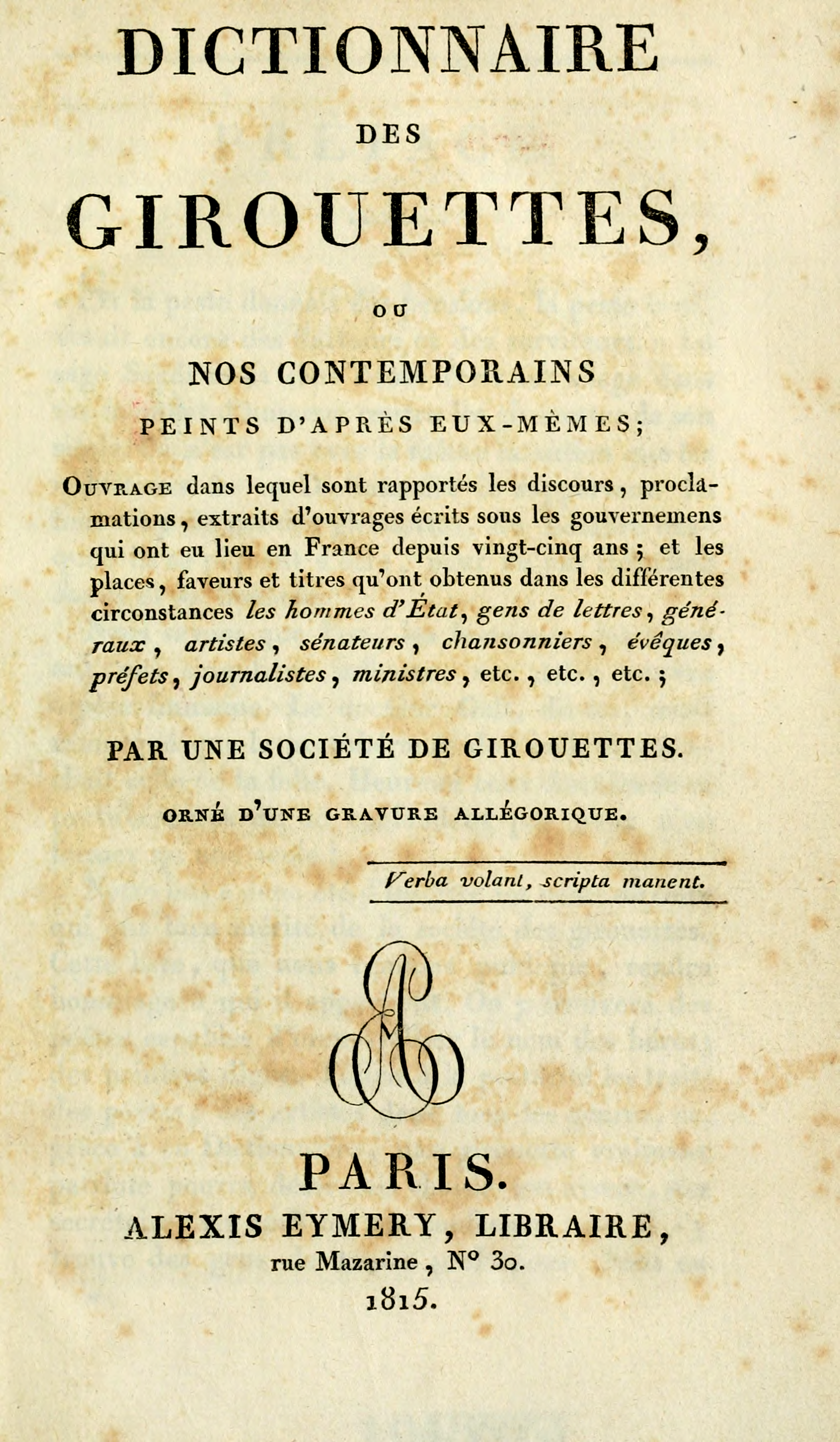
Dictionnaire des girouettes.

- Le Petit César ou la Famille des Pyrénées, drame en trois actes, 1801.
- Urbino et Juliana, mélo-drame en trois actes, 1802.
- L’Enfant sauvage, mélo-drame en trois actes, 1803.
- L’Heureux Parisien ou Esquisse des mœurs du XVIIIe siècle, 1809.
- Dictionnaire des girouettes, 1815.
- Le Parisien parvenu, ou Petit tableau de mœurs, 1822.
- Le Voyageur anglais autour du monde habitable, nouvelle méthode amusante et instructive pour étudier la géographie, 1826.
- Album du jeune naturaliste, ou L’œuvre de la création représentée dans une suite de 700 gravures, 2 vol., 1830.
- Les Délassements de ma fille, 1830.
- Les Enfants de Paris, ou les Petits Patriotes, 1831.
- Jean et Julien, ou les Petits Colporteurs, histoire morale, instructive et amusante, à l’usage de l’enfance et de la jeunesse, 1831.
- Illustres Français en estampes, ou Vies abrégées des Français qui se sont le plus distingués dans tous les genres par leurs vertus, 1832.
- Le Vendéen, épisode, 2 vol, 1832.
- Le Savant de neuf ans, ou le Petit questionneur, conversations familières d’un père avec son fils sur toutes sortes de sujets de morale, d’instruction et d’amusement, 1833.
- Le Passe-temps de la jeunesse, ou Recueil moral, instructif et amusant, 1833.
- Thérèse, ou la Petite Sœur de charité, 1833.
- Petit-Pierre et Michelette, ou les Deux Orphelins, 1834.
- Bilboche, ou l’Éducation de la nécessité, 1835.
- Petit Dictionnaire synonymique de morale, 1835.
- La Psyché des jeunes personnes, 1835.
- La Petite Madeleine, ou le Modèle des jeunes servantes et des bonnes filles, 1836.
- Les Enfants de la mère Gigogne, avec Victor Adam, 1838.
- Siméon, ou le Petit Musicien voyageur, 1838.
- Les Amusements de l’enfance, ou les Petits Contes de la grand’mère, 1838.
- Michaël, ou le Jeune Chevrier du Mont-Perdu, 1838.
- Le Père La Pensée, ou les Veillées au village, 1838.
- L’Univers en miniature, ou les Voyages du petit André sans sortir de sa chambre, 1839.
- Laure et Maurice, ou Petit Tableau de famille, 1840.
- Les Soirées du grand-papa, 2 vol, 1840.
- Fantaisies artistiques, album récréatif illustré par Victor Adam, 1841.
- La Vertu en exemple, nouveaux contes moraux, 1841.
- L’Ange de la maison, 1842.
- La Récréation des enfants, 1842.
- Galerie pittoresque de la jeunesse, avec Alida de Savignac, 1843.
- Les Anges de la terre personnifiés par leurs vertus et leurs belles actions, publiés et illustrés avec le concours de plusieurs gens de lettres et artistes, 1844.
- L’Enfant de la maison brûlée, ou les Vicissitudes du petit Nicolas, 1844.
- La Jeune Fille de Mogador, nouvelle convertie, ou les Soirées africaines, 1844.
- L’Ombre du vieux moulin, ou les Contes de la mère Berthe et de l’invalide, 1844.
- Le Père La Pensée, ou les Veillées au village, 1845.
- Alphabet moyen âge, 1845.
- Alphabet pittoresque des enfants sages, 1845.
- Les Aventures surprenantes du célèbre Grand-Gosier et de Mimi-Chéri, son fils unique, surnommé la Grosse-Tête, 1845.
- Les Deux Espiègles, suivi du Petit Abel et de Pauvre Jacques, 1845.
- La Fille du soldat aveugle, 1845.
- Pauvre Jacques, ou l’Éducation de la nécessité. [La Mort de Beethoven. Le Cadet généreux.], 1845.
- Prosper, ou le Jeune marin [Le Mensonge puni], 1845.
- La Source, suivi de L’Arbre de Noël, 1845.
- Ambroise et Alexis, ou les Caractères, suivi de Martial et Victor, 1846.
- Antoine, ou l’Inclination et le devoir, suivi de Léon le petit joueur, 1846.
- Charles, ou le Petit Tambour, 1846.
- Cyprien, ou les Deux Mères, 1846.
- L’Enfant abandonné, ou la Nécessité du travail, 1846.
- Jules le jeune savant et Joseph le chevrier, ou le Bon Emploi du temps [Les Deux cousines. Les Trois brigands], 1846.
- Martial et Victor, ou les Amis de collège, suivi de Léon le petit joueur, 1846.
- Nicolas, le petit pâtissier. [Pierre, ou le Petit commissionnaire. Histoire d’un gros sou.], 1846.
- L’Orpheline, ou Bonté d’une grand’mère, 1846.
- Les Quatre Savoyards, 1846.
- Siméon, ou le Petit musicien voyageur, 1846.
- Grandeur et bonté de Dieu, manifestées dans ses œuvres ou Entretiens sur les beautés de la nature, 1847.
- Alphonse et Alfred, ou les Deux frères, 1848.
- Les Enfants religieux, 1849.
- Eugénie, ou la Petite fille bien sage, 1849.
- Julie et Victoire, ou Égoïsme et bienfaisance. [Comment il faut prier.], 1849.
- Les Petits entêtés, 1849.
- Les Grotesques, ou N’imitez jamais ce qui est mal, 1850.
- Jules et Joseph le jeune chevrier. [Beauté des papillons.], 1850.
- Le Passe-temps de mon fils, 1850.
- Les Petits travailleurs, ou Tout ce qui est bien est toujours bon, 1850.
- Les veillées au village, ou Souvenirs d’un vieux soldat, 1851.
- L’enfant paresseux ou les Deux frères, 1852.
- Voyages du petit André en Afrique, avec Alida de Savignac, 1852.
- Camoëns, suivi de l’Orpheline créole et d’une Notice sur la basilique de Sainte-Geneviève. [Les Buissons. Le Jugement d’un sage. Les Marguerites. Le Paresseux.], 1852.
- Léon, ou le Petit joueur, suivi de Valentine. [Les Buissons. Les Marguerites. La Mendiante. Le Portefeuille.], 1852.
- Voyages du petit André en Amérique, 1852.
- Voyages du petit André en Asie, 1852.
- Voyages du petit André en Océanie, 1852.
- Les Petites Études de la nature, ou Leçons d’un père, suivies d’autres épisodes, 1854.
- Adèle, ou la Résignation, 1854.
- Anaïs et Charlotte, ou Amour propre et bonté, 1854.
- Claire, ou la Jeune Économe, 1854.
- Claire, ou la Jeune Fille menteuse et babillarde, 1854.
- Eugénie, ou l’Utilité du travail, suivie d’autres épisodes, 1854.
- La Famille de M. Blanchon, ou les Effets de la colère, 1854.
- Hélène, ou la Jeune Personne colère, 1854.
- Irma, ou la Fille d’un vétéran du roi de Prusse, suivie d’autres épisodes. [Victorine et Angélique, ou les Contrastes de caractères. Eugénie, ou l’Utilité du travail.], 1854.
- La Jeune sauvage, suivie d’autres épisodes, 1854.
- Élisabeth, ou la Jeune envieuse. L’Enfant heureux de tout.], 1854.
- Maria et Élise, ou les Deux Amies de pension, 1854.
- Pierre, ou le Petit commissionnaire, suivi d’autres épisodes. [Cyprien, ou les Deux mères. Léon, ou le Petit joueur], 1854.
- Rose, ou la Reconnaissance. [Le Voyage], 1854.
- Souvenirs d’un grand homme ou les tablettes et les lapins, 1854.
- Les Trois jeunes sœurs voyageuses, ou la Présomption, l’avarice et la candeur. [Léontine, ou Un bienfait n’est jamais perdu. Adeline et Virginie, ou les Dangers de l’envie et de la jalousie. L’Économe et la prodigue, ou les Deux sœurs. Le Myosotis], 1854.
- Victorine et Angélique, ou les Contrastes de caractère. [Le Myosotis], 1854.
- Amélie, ou Petites études de la nature. Hortense et Aglaé, ou Orgueil et modestie. Léontine, ou Un bienfait n’est jamais perdu, posth. 1857.
- Les Enfants de douze ans, mœurs et caractères, posth., 1859.
- Voyages du petit André en Asie, posth., 1859.
- La Nécessité du travail ou L’enfant abandonné, posth., 1861.
- Essai sur les œuvres de Dieu, posth., 1863.
- Les Guerres de l’Empire racontées par un grenadier de la vieille garde, posth., 1864.
- Vertu et Travail, ou Récompense de l’amour filial, posth., 1864.
- Étourderie et bonté [Jean et Marie. Trait de justice], posth., 1866.
- L’Homme bienfaisant de la maison rouge, posth., 1867.
- Les Contes d’une mère ou Les récits moraux, posth., 1869.
- Adeline et Virginie : Les deux sœurs. - Les avantages de l’éducation, posth., 1877.
- Les Amis du jeune âge, posth., 1879.
- Les Aventures de deux jeunes colporteurs, posth. 1891.

### Périodiques publiés par Alexis Eymery
- Bibliothèque historique, ou Recueil de matériaux pour servir à l’histoire du temps, hebdomadaire, 1817-1820.
- Tablettes universelles, mensuel, 1820-1824.